# Teorema dell'energia cinetica
In fisica, il teorema dell'energia cinetica (o teorema lavoro-energia, o teorema delle forze vive) afferma che se un punto materiale possiede un'energia cinetica iniziale e una forza agisce su di esso effettuando un lavoro, l'energia cinetica finale del punto è uguale alla somma dell'energia cinetica iniziale e del lavoro compiuto dalla forza lungo la traiettoria del moto.
{\displaystyle K_{i}+L=K_{f}\implies L=K_{f}-K_{i}=\Delta K}
È importante sottolineare che il teorema vale anche per forze variabili con il tempo o con la posizione, per sistemi a massa costante.

## Origine del nome
Anticamente si definiva "vis viva", cioè "forza viva", il prodotto della massa per il quadrato della velocità.
Ad introdurre per primo questa denominazione fu Leibniz (1646 - 1716), celebre matematico e scienziato tedesco, che nel suo "Specimen Dynamicum" contrappone due tipi di forze. Una di queste è la "vis mortua", ossia quella forza che un corpo possiede per mettersi in movimento mentre è a riposo e che concettualmente corrisponde all'energia potenziale di un corpo. L'altra forza ad essa contrapposta è proprio la "vis viva", più significativa dal punto di vista della dinamica, che è determinata dalla capacità di un corpo di provocare effetti sul sistema a seguito del suo movimento. Questa forza, secondo Leibniz, si conserva sia nel caso particolare di urto tra due corpi, che nel sistema globale in generale.
Da qui deriva perciò la denominazione di "teorema delle forze vive", usata su alcuni vecchi testi di fisica al posto della più recente denominazione di "teorema dell'energia cinetica".

## Dimostrazione del teorema
Il teorema è fondamentalmente una conseguenza del secondo principio della dinamica. Sia {\textstyle \mathbf {F} } la forza risultante agente su un punto materiale di massa {\displaystyle m}. In base al secondo principio della dinamica la forza è proporzionale al tasso di variazione della quantità di moto {\textstyle \mathbf {q} } nel tempo:
{\displaystyle \mathbf {F} ={\frac {\operatorname {d} \!\mathbf {q} }{\operatorname {d} \!t}}}
Consideriamo ora il lavoro infinitesimo sotto questo aspetto. Si ha:
{\displaystyle \operatorname {d} \!L=\mathbf {F} \cdot \operatorname {d} \!\mathbf {x} ={\frac {\operatorname {d} \!\mathbf {q} }{\operatorname {d} \!t}}\cdot \operatorname {d} \!\mathbf {x} ={\frac {\operatorname {d} \!\mathbf {x} }{\operatorname {d} \!t}}\cdot \operatorname {d} \!\mathbf {q} =\mathbf {v} \cdot \operatorname {d} (m\mathbf {v} )}
Nel caso in cui la massa del sistema sia costante nel tempo:
{\displaystyle {\frac {\operatorname {d} \!m}{\operatorname {d} \!t}}=0\rightarrow \operatorname {d} \!L=m\mathbf {v} \cdot \operatorname {d} \!\mathbf {v} =\operatorname {d} \!{\left({\frac {m\mathbf {v} ^{2}}{2}}\right)}=\operatorname {d} \!K}
ovvero la variazione infinitesima di energia cinetica (definita come {\displaystyle K}) dopo un istante di tempo è uguale al lavoro elementare della forza risultante.

### Altra dimostrazione
Una dimostrazione alternativa del teorema tiene conto della conseguenza del secondo principio della dinamica, secondo cui in un sistema con massa inerziale costante nel tempo, la forza {\displaystyle \mathbf {F} } impressa su un corpo di massa {\displaystyle m} è direttamente proporzionale all'accelerazione {\displaystyle \mathbf {a} } del corpo con costante di proporzionalità uguale a {\displaystyle m}.
{\displaystyle \mathbf {F} =m\mathbf {a} }
In questo modo si ha:
{\displaystyle \mathrm {d} L=m\mathbf {a} \cdot \mathrm {d} \mathbf {r} }
dove {\displaystyle \mathbf {r} } corrisponde allo spostamento. Considerando il prodotto scalare {\displaystyle \mathbf {a} \cdot d\mathbf {r} } in termini di componenti, si ottiene:
{\displaystyle m\left(\mathbf {a} \cdot \mathrm {d} \mathbf {r} \right)=m\left(a_{x}\,\mathrm {d} x+a_{y}\,\mathrm {d} y+a_{z}\,\mathrm {d} z\right)}
Focalizzandosi inizialmente solo sul primo termine {\displaystyle a_{x}dx}, tenendo presente che {\displaystyle a_{x}={\tfrac {\mathrm {d} v_{x}}{\mathrm {d} t}}} e {\displaystyle v_{x}={\tfrac {\mathrm {d} x}{\mathrm {d} t}}} si ha:
{\displaystyle ma_{x}\,\mathrm {d} x=m{\frac {\mathrm {d} v_{x}}{\mathrm {d} t}}v_{x}\,\mathrm {d} t=mv_{x}\left({\frac {\mathrm {d} v_{x}}{\mathrm {d} t}}\right)\mathrm {d} t}
Il secondo membro della precedente uguaglianza può essere riscritto come il prodotto tra la derivata di {\displaystyle {\tfrac {1}{2}}v_{x}^{2}} rispetto al tempo e la massa {\displaystyle m}:
{\displaystyle m{\frac {\mathrm {d} }{\mathrm {d} t}}\left({\frac {1}{2}}v_{x}^{2}\right)\mathrm {d} t=m{\frac {1}{2}}\cdot 2v_{x}\left({\frac {\mathrm {d} v_{x}}{\mathrm {d} t}}\right)\mathrm {d} t=mv_{x}\left({\frac {\mathrm {d} v_{x}}{\mathrm {d} t}}\right)\mathrm {d} t}
Perciò:
{\displaystyle ma_{x}\,\mathrm {d} x=mv_{x}\left({\frac {\mathrm {d} v_{x}}{\mathrm {d} t}}\right)dt=m{\frac {1}{2}}{\frac {\mathrm {d} }{\mathrm {d} t}}(v_{x}^{2})\,\mathrm {d} t}
Tornando alla formula iniziale dell'infinitesimo di lavoro e riscrivendo i termini in {\displaystyle y} e {\displaystyle z} in modo analogo ai termini in {\displaystyle x}
{\displaystyle {\begin{aligned}m\mathbf {a} \cdot \mathrm {d} \mathbf {r} &=ma_{x}\,\mathrm {d} x+ma_{y}\,\mathrm {d} y+ma_{z}\,\mathrm {d} z\\&={\frac {1}{2}}m\left({\frac {\mathrm {d} }{\mathrm {d} t}}(v_{x}^{2})+{\frac {\mathrm {d} }{\mathrm {d} t}}(v_{y}^{2})+{\frac {\mathrm {d} }{\mathrm {d} t}}(v_{z}^{2})\right)\,\mathrm {d} t\\&={\frac {1}{2}}m{\frac {\mathrm {d} }{\mathrm {d} t}}\left(v_{x}^{2}+v_{y}^{2}+v_{z}^{2}\right)\,\mathrm {d} t\\&={\frac {1}{2}}m{\frac {\mathrm {d} }{\mathrm {d} t}}\left(\mathbf {v} ^{2}\right)\,\mathrm {d} t\\\end{aligned}}}
in quanto {\displaystyle \mathbf {v} ^{2}=v_{x}^{2}+v_{y}^{2}+v_{z}^{2}}. Quindi, anche in questo caso, con {\displaystyle m} costante nel tempo, si ha:
{\displaystyle dL=m\mathbf {a} \cdot \mathrm {d} \mathbf {r} =\mathrm {d} \left({\frac {m\mathbf {v} ^{2}}{2}}\right)=\mathrm {d} K}
Considerando intervalli di tempo finiti, ciò significa che il lavoro compiuto dalla forza {\displaystyle \mathbf {F} } quando il corpo si sposta da uno stato iniziale ad uno stato finale, è uguale alla variazione dell'energia cinetica del corpo.
{\displaystyle L=\Delta K={\frac {m}{2}}{(v_{f}^{2}-v_{i}^{2})}}

### Osservazioni
- Se su un punto materiale agiscono diverse forze, in modo che la risultante sia {\textstyle {\overline {f}}_{ris}=\sum _{i=1}^{n}{\overline {f}}_{i}}, allora il lavoro di essa è pari alla somma dei lavori effettuati dalle singole forze. Si ha quindi {\textstyle L_{i}=\int _{t_{i}}^{t_{f}}{\overline {f}}_{i}\cdot dr};
- Nel caso in cui lo spostamento del corpo sia, istante per istante, ortogonale alla forza {\displaystyle {\overline {f}}_{i}}, il lavoro corrispondente {\displaystyle {\overline {L}}_{i}}è nullo: informazione che, nelle applicazioni del teorema, troverà ampio utilizzo;
- Se lo spostamento del corpo ha una componente parallela e concorde con la forza risultante, si può notare che {\displaystyle {\overline {f}}_{ris}\cdot d{\overline {r}}>0}, e che quindi l'energia cinetica è in aumento ; viceversa, se la componente parallela è opposta alla forza risultante, l'energia cinetica diminuisce. Ad esempio, le forze di attrito dinamico e di resistenza del mezzo sono sempre dirette in verso contrario alla velocità, e comportano, di conseguenza, una diminuzione dell'energia cinetica del corpo che subisce la loro azione.[7]

## Versione differenziale del teorema
Il teorema viene spesso enunciato in forma integrale:
{\displaystyle \Delta K=L}
Tuttavia può essere sfruttata l'equivalente forma, detta differenziale, che prende in considerazione la derivata rispetto al tempo dei termini precedenti:
{\displaystyle {\frac {\mathrm {d} K}{\mathrm {d} t}}={\frac {\mathrm {d} L}{\mathrm {d} t}}\implies {\dot {K}}=\Pi }
Dove {\displaystyle \Pi } rappresenta la potenza delle forze agenti sul sistema e {\displaystyle {\dot {K}}} la derivata prima dell'energia cinetica rispetto al tempo.
Tale forma viene estensivamente utilizzata in meccanica razionale e nell'ingegneria per ricavare l'equazione di moto di un sistema ad un singolo grado di libertà, in presenza di vincoli fissi.

## Applicazioni del teorema

### Moto unidimensionale con forze dipendenti dalla posizione
Si consideri un punto materiale che si muove lungo una traiettoria rettilinea (a cui facciamo corrispondere l'asse x), sottoposto a forze che dipendono solo dalla sua posizione. Supponiamo che il moto che stiamo considerando si svolga nell'intervallo di tempo {\displaystyle [t_{i},t_{f}]}, e che sia descritto dalla legge oraria x(t). Con queste condizioni, vediamo che tutte le forze applicate al corpo sono anch'esse dirette lungo l'asse x, e il lavoro si esprime come 
{\displaystyle L=\int _{t_{i}}^{t_{f}}f_{ris}(x(t)){\frac {\mathrm {d} x(t)}{\mathrm {d} t}}\,\mathrm {d} t}
Poiché {\displaystyle {\tfrac {\mathrm {d} x(t)}{\mathrm {d} t}}\,\mathrm {d} t=dx}, possiamo cambiare variabile d'integrazione da t a x, ottenendo
{\displaystyle L=\int _{x_{i}}^{x_{f}}f_{ris}\,\mathrm {d} x}
Quindi il lavoro compiuto dalle forze applicate dipende soltanto dalle posizioni iniziale e finale del corpo durante l'intervallo di tempo considerato. Supponendo che -U(x) sia una primitiva di {\displaystyle f_{ris}(x)}:
{\displaystyle -{\frac {\mathrm {d} U(x)}{\mathrm {d} x}}=f_{ris}(x)}
Allora
{\displaystyle L=\int _{x_{i}}^{x_{f}}f_{ris}(x)\,\mathrm {d} x=U(x_{i})-U(x_{f})}
dove {\displaystyle x_{i,f}=x(t_{i,f})}. 
Il teorema dell'energia cinetica impone, dunque, che 
{\displaystyle K_{f}-K_{i}=U(x_{i})-U(x_{f})}
Ovvero
{\displaystyle K_{f}+U(x_{f})=K_{i}+U(x_{i})}
Poiché {\displaystyle t_{f}} e {\displaystyle t_{i}} sono arbitrari, otteniamo che
{\displaystyle K(t)+U(x(t))=E={\text{costante}}}
Abbiamo evidenziato una quantità che si mantiene costante durante il moto del corpo. Questa quantità si chiama energia meccanica, ed è costituita dalla somma dell'energia cinetica K e di U(x), che è chiamata energia potenziale.

### Caso di corpo in caduta libera
Se si lascia cadere un oggetto verso il basso, l'unica forza agente su di esso è la sua forza peso {\displaystyle \mathbf {P} =m\mathbf {g} }, la quale ha stessa direzione e stesso verso della traiettoria dell'oggetto, pertanto il lavoro prodotto è positivo. Secondo il teorema delle forze vive anche l'energia cinetica dovrebbe aumentare, infatti questo si verifica poiché la velocità aumenta.
Se, invece, l'oggetto viene lanciato verticalmente verso l'alto avviene il contrario: il lavoro diventa negativo, in quanto la forza peso ha stessa direzione ma verso opposto rispetto allo spostamento, e la velocità diminuisce durante il moto. Anche in questo caso, quindi, si conferma il teorema.

### Lavoro delle forze vincolari
Se un corpo puntiforme è sottoposto a dei vincoli lisci e indipendenti dal tempo, generalmente le forze vicolari sono perpendicolari agli spostamenti infinitesimi. Per esempio, se un corpo scivola su un piano inclinato, la forza vincolare esercitata dal  piano è perpendicolare alla traiettoria; allo stesso modo la tensione del filo inestensibile di un pendolo è perpendicolare alla traiettoria del pendolo stesso. Per questo motivo, in generale, il lavoro delle forze vincolari è nullo.

### Corpo in moto circolare uniforme
Nel moto circolare uniforme la velocità tangenziale del corpo che si muove è costante in modulo perciò, essendo anche la massa costante, la sua energia cinetica non varia. Per questo motivo, conseguentemente al teorema dell'energia cinetica, la forza centripeta agente sul corpo non compie lavoro. Questo lo si appura dal fatto che la forza e la direzione dello spostamento sono perpendicolari tra loro, perciò generano lavoro nullo.